# ハラタケ亜門
ハラタケ亜門（Agaricomycotina）、または菌蕈亜門（きんじんあもん、Hymenomycotina）とは、プクシニア菌亜門、クロボキン亜門と並び、担子菌門の3つのタクソンのうちの1つである。20,000種以上を含むが、その98％はハラタケ綱に属するキノコである。